# Casa Slaten-LaMarsh
La casa Slaten-LaMarsh es una casa histórica ubicada en 25 E. Main Street, Grafton (Illinois).

## Historia
La casa fue construida alrededor de 1840 para D.C. Slaten, el primer alcalde de Grafton. Tiene planta de pasillo lateral, un diseño que presenta un vestíbulo a un lado y habitaciones conectadas por el pasillo al otro. Es una casa poco común de planta de pasillo lateral de 1 1⁄2 de piso, ya que otras casas que utilizan el plan en Grafton son todas de dos pisos. Para su construcción se utilizó piedra caliza de cantera local; en el momento de su construcción, la piedra caliza de Grafton sólo se utilizaba para construir estructuras dentro de la ciudad, aunque más tarde se convirtió en un material de construcción muy extendido en la región. Los bloques de piedra caliza de la fachada frontal son visiblemente más sillares que los de los lados, una elección de mampostería que da a las esquinas frontales una apariencia de sillar de esquina.
La casa fue agregada al Registro Nacional de Lugares Históricos el 16 de febrero de 1994.